# دهستان هشیوار

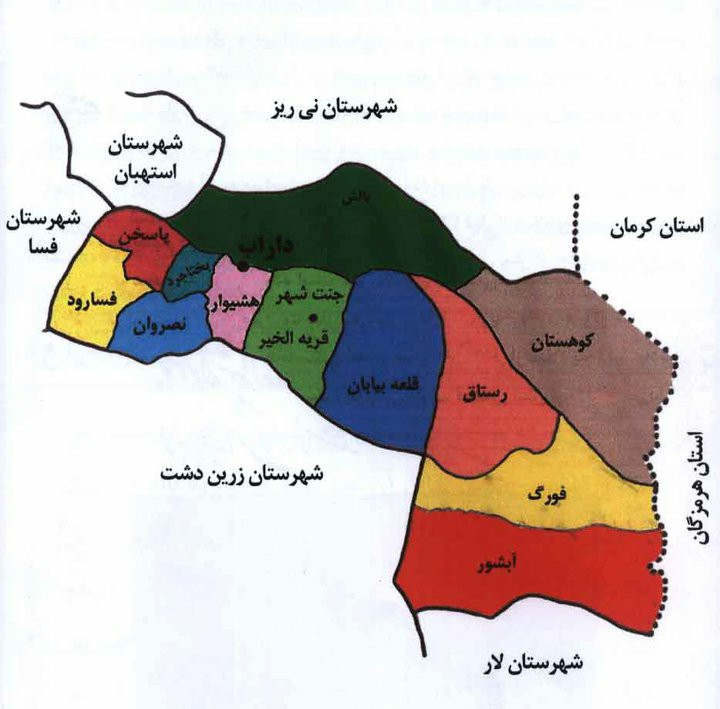
شهرستان داراب

هَشیوار (Hashivar)، دهستانی است از توابع بخش مرکزی شهرستان داراب در استان فارس ایران.

## جمعیت
براساس سرشماری سال ۱۳۸۵ جمعیت آن ۱۳٬۸۲۷ نفر (۳٬۰۸۱ خانوار) بوده‌است.